# Henschel-Wegmann-Zug
Der Henschel-Wegmann-Zug war eine singuläre Zuggarnitur der Deutschen Reichsbahn (DR), die von Juni 1936 bis August 1939 im Ohnehalt-Schnellzugbetrieb zwischen Berlin und Dresden verkehrte. Die vorgespannte Dampflokomotive der Baureihe 61 war stromlinienförmig verkleidet und in den gleichen Farben wie die angehängten Leichtbau-Personenwagen lackiert.

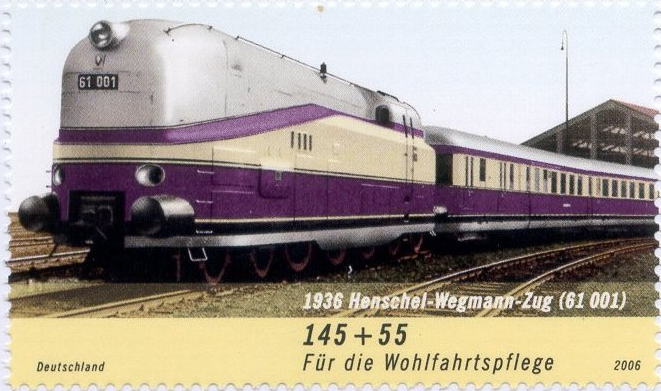
Henschel-Wegmann-Zug (Briefmarke 2006)

## Entstehung

### Rahmenbedingungen
Zu Beginn der 1930er Jahre war die Deutsche Reichsbahn-Gesellschaft zunehmend bestrebt, Schnellverkehrs-Verbindungen einzuführen. Ab 1931 wurden Dieselschnelltriebwagen wie der „Fliegende Hamburger“ gebaut und ab 1933 überaus erfolgreich eingesetzt. Damit erwuchs der Dampflokomotivindustrie ein ernstzunehmender Konkurrent. Hinzu kam, dass die Reichsbahn seit Beginn der Weltwirtschaftskrise kaum noch Lokomotiven beschaffte. Vergleichsrechnungen zeigten, dass der Dampflokomotiv-Einsatz gegenüber den neuen Dieseltriebwagen kostengünstiger sein konnte. Dem Maschinenbauer Henschel & Sohn in Kassel unter der Leitung von Direktor Karl Imfeld war daher daran gelegen, eine Maschine zu entwickeln, die mit den Fahrleistungen der Dieseltriebwagen konkurrieren konnte.

### Planungen
Im April 1933 übergaben Vertreter von Henschel und der Waggonfabrik Wegmann & Co. dem Generaldirektor der Deutschen Reichsbahn-Gesellschaft, Julius Dorpmüller, eine Studie über einen schnellfahrenden Dampfzug, die eine leichte 2B1-Heißdampf-Tenderlokomotive mit einem Doppelwagen vorsah, dessen Beschaffungs- und Unterhaltungskosten gering seien und der zugleich den Reisenden größte Bequemlichkeit biete. Um den Luftwiderstand zu vermindern, sollte der ganze Zug stromlinienförmig verkleidet werden. Der Doppelwagen sollte an beiden Enden abgerundet sein. Die ebenfalls stromlinienförmig verkleidete Lokomotive sollte sich mit ihrer hinteren, über den Kohlenkasten hinaus verlängerten Verkleidung je nach Fahrtrichtung über eines der beiden Enden des Doppelwagens schieben. Für die Verbindung von Lokomotive und Wagen war eine automatische Kupplung mit Brems- und Luftleitungen vorgesehen.
Als am 10. Januar 1934 der Reichsbahn-Lokreferent Friedrich Fuchs die Vertreter von Henschel und Wegmann empfing, konfrontierte er sie jedoch mit dem Wunsch der Reichsbahn nach einem Zug mit vier vierachsigen Wagen statt des Zweiwagenzuges. Für diese veränderte Vorgabe wurde von Henschel eine Tenderlokomotive mit der Achsfolge 2’C2’ entworfen und die entsprechende Projektstudie am 27. März 1934 der Reichsbahn-Hauptverwaltung vorgelegt. Am 28. August erteilte die Reichsbahn offiziell den Bauauftrag für die Firmen Henschel und Wegmann.

### Bau
Die Übergabe der Lokomotive fand am 31. Mai 1935 statt. Zugelassen war sie für eine Geschwindigkeit von bis zu 175 km/h, die mit den 2.300 Millimeter großen Treibrädern auch erreicht wurden, allerdings unter starken Zuckbewegungen, die auf das Zwei-Zylinder-Triebwerk zurückzuführen waren und sich sogar auf den Zug übertrugen. Man wollte deshalb der Lok keine Fahrplangeschwindigkeiten von bis zu 160 km/h zumuten und setzte deshalb diesen Stromlinienzug im Planverkehr zwischen Berlin und Dresden ein, wo die Höchstgeschwindigkeit damals bei 135 km/h lag. Die nach vorn abgeschrägten Wasserbehälter gewährten dem Lokführer und Heizer eine rundum gute Streckensicht. Der »Blechmantel«, so die amtliche Beschreibung, verkleidete das Triebwerk komplett.
Mit rund 230.000 Reichsmark wurde die Lokomotive deutlich teurer als zunächst veranschlagt. Darin eingeschlossen waren allerdings Konstruktionsänderungen. Vergleichsweise kostete eine Serien-Lokomotive der Baureihe 03 rund 200.000 Reichsmark. Hinzu kam der Preis für die vier Wagen, 446.800 Reichsmark. Ein dreiteiliger Schnellverkehrstriebwagen (SVT) der Bauart „Köln“ schlug drei Jahre später – im Serienbau – mit 600.000 Reichsmark zu Buche, das Einzelstück SVT DR 137 155 des Ingenieurs Franz Kruckenberg sogar mit einer Million Reichsmark.
Bereits kurz nach dem Baubeginn der „61 001“ wurde als Variante die Lokomotive 61 002 geplant und Anfang 1939 gebaut. Bei ansonsten gleicher Bauweise und gleichen Bauteilen erhielt die 61 002 ein dreiachsiges Nachlaufgestell, einen dritten Zylinder und größere Vorratsbehälter. Oben am Rauchabzug befanden sich zudem Windleitbleche, wie sie auch bei den stromlinienverkleideten Lokomotiven der Baureihen 01.10 und 03.10 vorhanden waren. Im Mai wurden die ersten Werksprobefahrten durchgeführt und die Lokomotive am 12. Juni 1939 zum Bahnbetriebswerk Grunewald überstellt.

## Fahrzeug-Bezeichnungen und Ausstattung
Der Henschel-Wegmann-Zug bestand aus:
- der Dampflokomotive 61 001, einer stromlinienförmig verkleideten Tenderlokomotive mit der Achsfolge 2’C2’, Außenzylindern und 2,30 Meter hohen Treibrädern; zulässige Höchstgeschwindigkeit: 175 km/h;
- der Dampflokomotive 61 002, einer Variante der 61 001 mit der Achsfolge 2’C3’ mit drei statt zwei Zylindern;
- einem Endwagen (SBC 4ü-35) mit 24 Sitzen in der zweiten und 32 Sitze in der dritten Klasse sowie  vier schwenkbaren Sitzen im Panorama-Endabteil;
- zwei Mittelwagen (SBC 4ü) mit 12 Sitzen in der zweiten und 56 Sitzen in der dritten Klasse.
- einem Endwagen (SWRPwPost 4ü) mit einem Abteil zum Sortieren von Post und Paketsendungen während der Fahrt sowie einem Speiseraum mit 23 Sitzen.

Die Wagen erinnerten äußerlich an die Schnelltriebwagen jener Jahre. Um die gewünschte Geschwindigkeit erzielen zu können, entstanden sie konsequent in Leichtbau und waren fünf bis zehn Tonnen leichter als gewöhnliche Reisezugwagen.
Die kurzgekuppelten Wagen ließen sich nur in der Werkstatt trennen. Zur Verbindung von Lok und Wagen diente eine Scharfenberg-Kupplung, die gleichzeitig die Bremsluftleitungen verband. Die Endwagen hatten gerundete Stirnseiten und herabgezogene Dächer. Die Drehgestelle entsprachen der bewährten Bauart Görlitz III, die Radsätze waren rollengelagert. Statt der üblichen Klotzbremse erhielten die Wagen Scheibenbremsen, die unmittelbar auf die Radscheiben wirkten.
1938 wurde ein weiterer Mittelwagen bestellt, um die Kapazität zu erweitern, er wurde allerdings erst 1940 ausgeliefert, so dass er im Planverkehr nicht mehr zum Einsatz kam.

## Betrieb

### Vorstellung der Fahrzeuge
Der Henschel-Wegmann-Zug wurde zunächst auf der großen Ausstellung zum 100-jährigen Jubiläum der deutschen Eisenbahn vom 14. Juli bis 13. Oktober 1935 in Nürnberg präsentiert und danach in den Kasseler Werken noch einmal aufgearbeitet. Am 29. November standen die Fahrzeuge für die Jubiläumsparade wieder in Nürnberg, der sich eine Führerstands-Besichtigung durch Hitler anschloss. Erst nach diesen Propaganda-Veranstaltungen konnten die Techniker die Leistungen erproben.

### Versuchsfahrten
Auf der Berlin-Hamburger Eisenbahn wurden dabei als Höchstgeschwindigkeit 185 km/h erzielt. An diesem Punkt traten starke Zuckbewegungen durch Unwuchten des Zwillingstriebwerks auf. Die planmäßige Geschwindigkeit von 160 km/h erreichte der Zug in sechs Minuten. Die Lok legte bis zum 14. Mai 1936 fast 21.000 Kilometer an Testfahrten zurück.

### Planbetrieb
| Bahnhof                 | D 53      | D 57      |
| ----------------------- | --------- | --------- |
| Dresden Hauptbahnhof    | 09.31 Uhr | 17.26 Uhr |
| Berlin Anhalter Bahnhof | 11.12 Uhr | 19.06 Uhr |

| Bahnhof                 | D 54      | D 58      |
| ----------------------- | --------- | --------- |
| Berlin Anhalter Bahnhof | 15.10 Uhr | 22.10 Uhr |
| Dresden Hauptbahnhof    | 16.54 Uhr | 23.52 Uhr |

Mit Inkrafttreten des Sommerfahrplans 1936 bediente der Henschel-Wegmann-Zug die Strecke Berlin–Dresden mit zwei Zugpaaren pro Tag. Die schnellste Verbindung brauchte für die Distanz eine Stunde und 40 Minuten und unterbot den bisherigen Rekordhalter um 28 Minuten, es gibt bis heute keine schnellere. In der offiziellen Berechnung maß die Reichsbahn die Geschwindigkeit nur zwischen Berlin und Dresden-Neustadt, unterschlug also die letzten Kilometer bis zum Hauptbahnhof. So konnte die Reisegeschwindigkeit des Zuges werbewirksam mit 111,2 km/h angegeben werden. Auf dem gesamten Zuglauf erreichten beide Zugpaare Reisegeschwindigkeiten von 102,8 km/h in Richtung Berlin und 103,79 km/h in Richtung Dresden.
Ersichtlich knapp bemessen war dabei die kurze Wendezeit in Dresden zwischen dem D 54 und dem D 57. Schließlich musste die Lok nicht einfach das Zugende wechseln, sondern auch noch ihre Vorräte erneuern. Ein Drehen der Lokomotive war allerdings nicht erforderlich. Schon zum Winterfahrplan 1936 korrigierte die Reichsbahn den Fehler. Bei Ausfall der Lok 61 001 oder der Wagengarnitur wurde eine Lok der DR-Baureihe 01 oder DR-Baureihe 03 eingesetzt. Mit 130 und 140 km/h erreichten sie zwar bei weitem nicht die Höchstgeschwindigkeit der 61 001, da aber die zugelassene maximale Höchstgeschwindigkeit zwischen Dresden und Berlin 135 km/h betrug, waren sie in der Lage, die Fahrtzeiten annähernd einzuhalten.
Reisende brauchten nur den Schnellzug-Zuschlag zu entrichten, nicht den höheren FD-Zuschlag, wie in den Fernschnelltriebwagen (FDt).

„Etwas ganz Besonderes ist der ‚Henschel-Wegmann-Zug‘, der auf der Strecke Berlin-Dresden eingesetzt ist. Er ist der zweitschnellste Dampfzug der Reichsbahn, führt auch Wagen dritter Klasse und kostet keinen Sonderzuschlag. Das Neuartige an diesem ‚Expreßzug dritter Klasse‘ ist, daß die Lokomotive und die vier Wagen eine Einheit bilden. Auch die Wagen sind, wie die Lokomotive, in Stromlinienform gebaut; sogar die fernbedienten Trittstufen an den Einstiegen werden während der Fahrt hochgeklappt. Das Ende des letzten Wagens ist als Aussichtsraum ausgebildet. Die Lokomotive ist so gebaut, daß sie auf den Endbahnhöfen nicht gewendet zu werden braucht.“

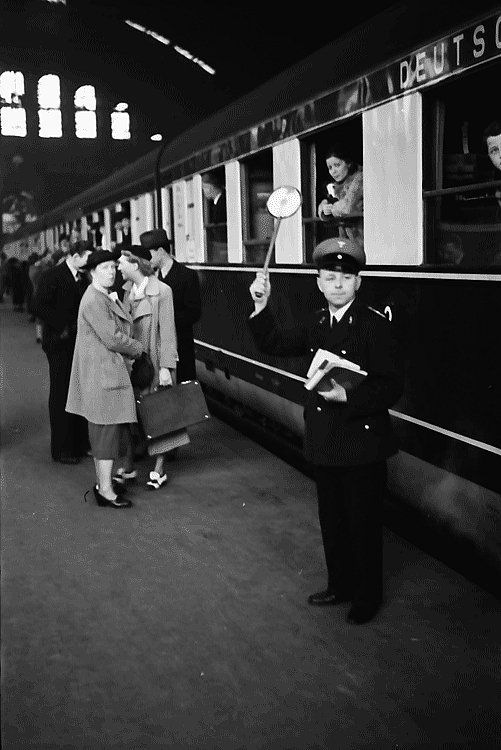
Abfahrtsignal für den Henschel-Wegmann-Zug im Anhalter Bahnhof, Mai 1938
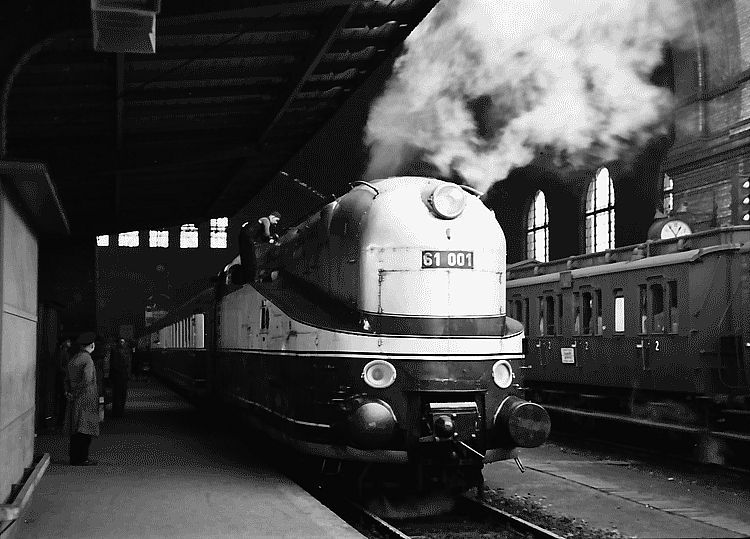
Die abfahrbereite Stromlinienlokomotive, Mai 1938
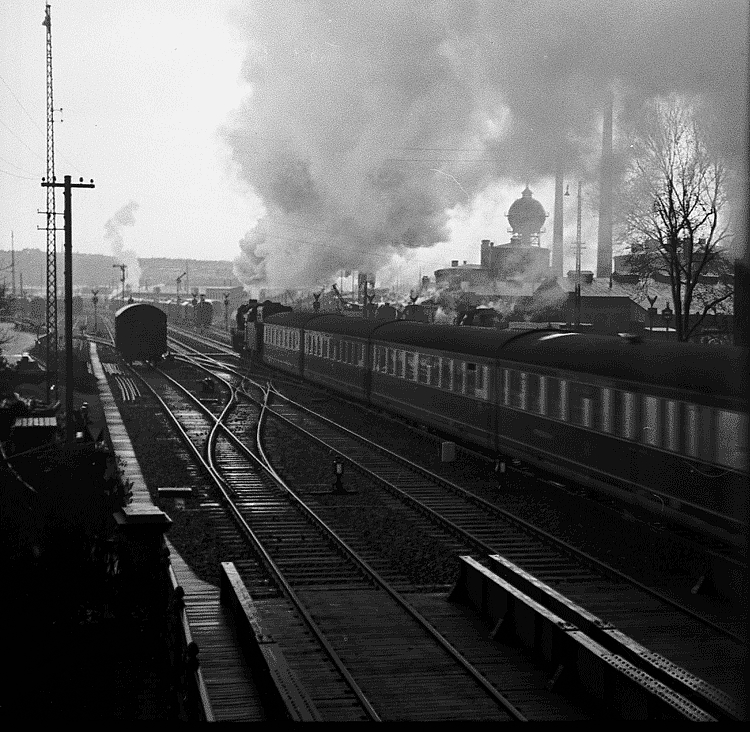
Ausfahrt des Henschel-Wegmann-Zuges am Bahnbetriebswerk des Anhalter Bahnhofs, Mai 1938

## Geplanter zweiter Zug
Aufgrund der guten Erfahrungen gab die Reichsbahn Anfang 1938 einen zweiten Stromlinienzug in Auftrag. Die Lokomotive sollte mit geringen Modifikationen wiederum von Henschel gebaut werden. An den Stromlinienwagen, für deren Produktion die Waggonfabrik Wismar vorgesehen war, sollten hingegen eine Reihe von Verbesserungen einfließen. Die Aufnahme der Probefahrten war für das Jahr 1939 geplant.

## Ende des Zuges

### Im Zweiten Weltkrieg
Eine Woche vor dem deutschen Überfall auf Polen endete im August 1939 der Schnellverkehr in Deutschland, damit auch zwischen Berlin und Dresden. Die Wagen gelangten zur Wehrmacht, wurden zunächst für Fahrten hochrangiger Offiziere genutzt, später zum Verwundetentransport, nachdem die Inneneinrichtung entfernt worden war.
Die Lok 61 001 wurde zunächst zum Heizdienst im Bahnbetriebswerk Berlin-Grunewald eingesetzt. Ab Dezember 1940 befand sie sich wieder in Dresden-Altstadt im Schnellzugdienst und erhielt im November 1942 konventionelle Zug- und Stoßvorrichtungen. Das Betriebsbuch weist aber nur geringe Laufleistungen aus. Von 1943 bis Kriegsende war das Ausbesserungswerk Braunschweig für die Lok zuständig.
Abnahme und Zulassung der 61 002 erfolgten vermutlich zum Jahreswechsel 1939/40, so dass sie im planmäßigen Betrieb nicht mehr vor dem Henschel-Wegmann-Zug eingesetzt wurde. Das trifft auch auf einen fünften um 1940 noch gebauten Wagen zu, der 1946 zusammen mit den anderen vier Wagen ohne Inneneinrichtung in Hamburg-Langenfelde stand.

### Nach Kriegsende

#### Blauer Enzian

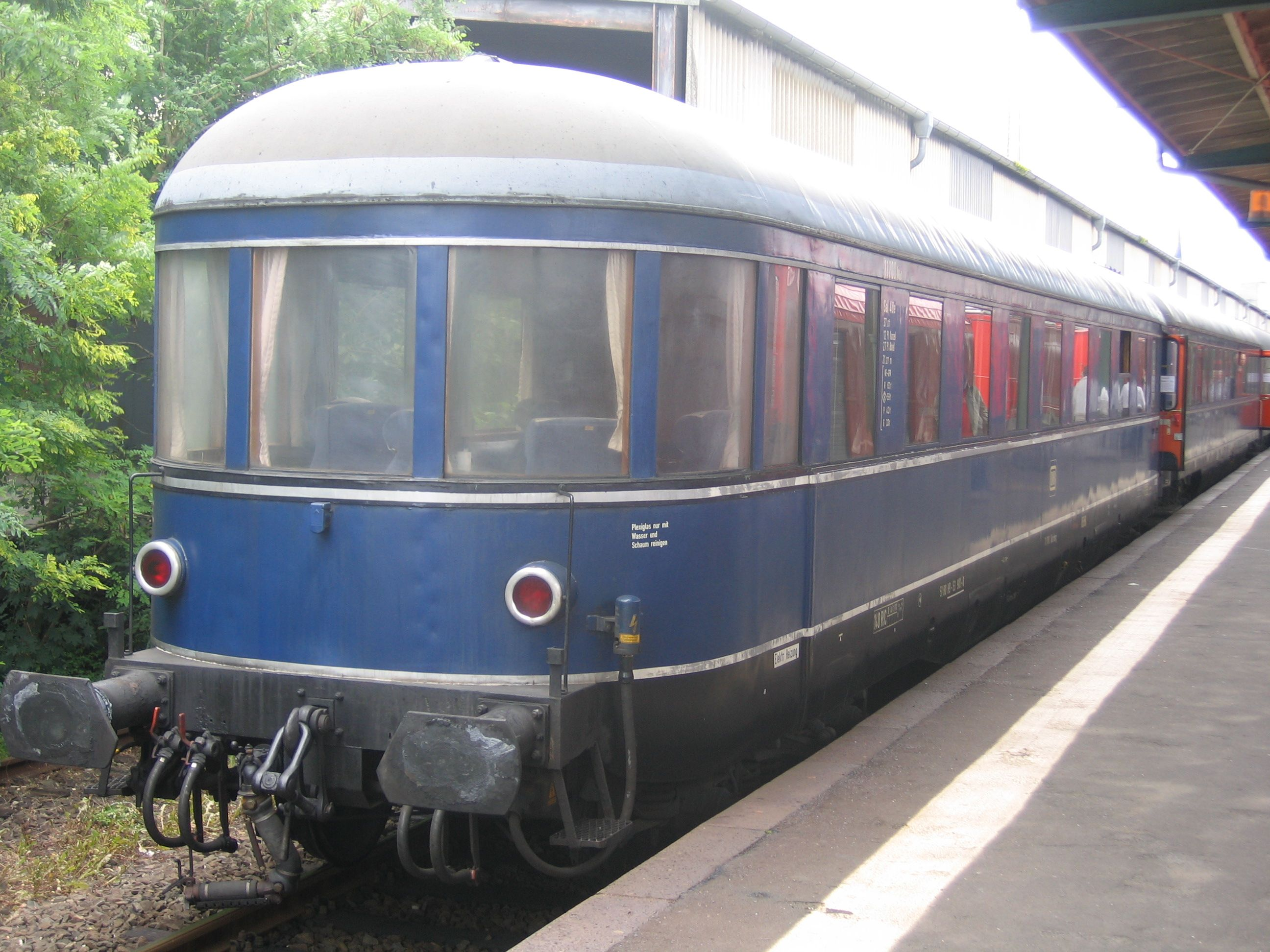
Kanzelwagen des Gegenzuges der Henschel-Wegmann-Garnitur im Einsatz für den Blauen Enzian

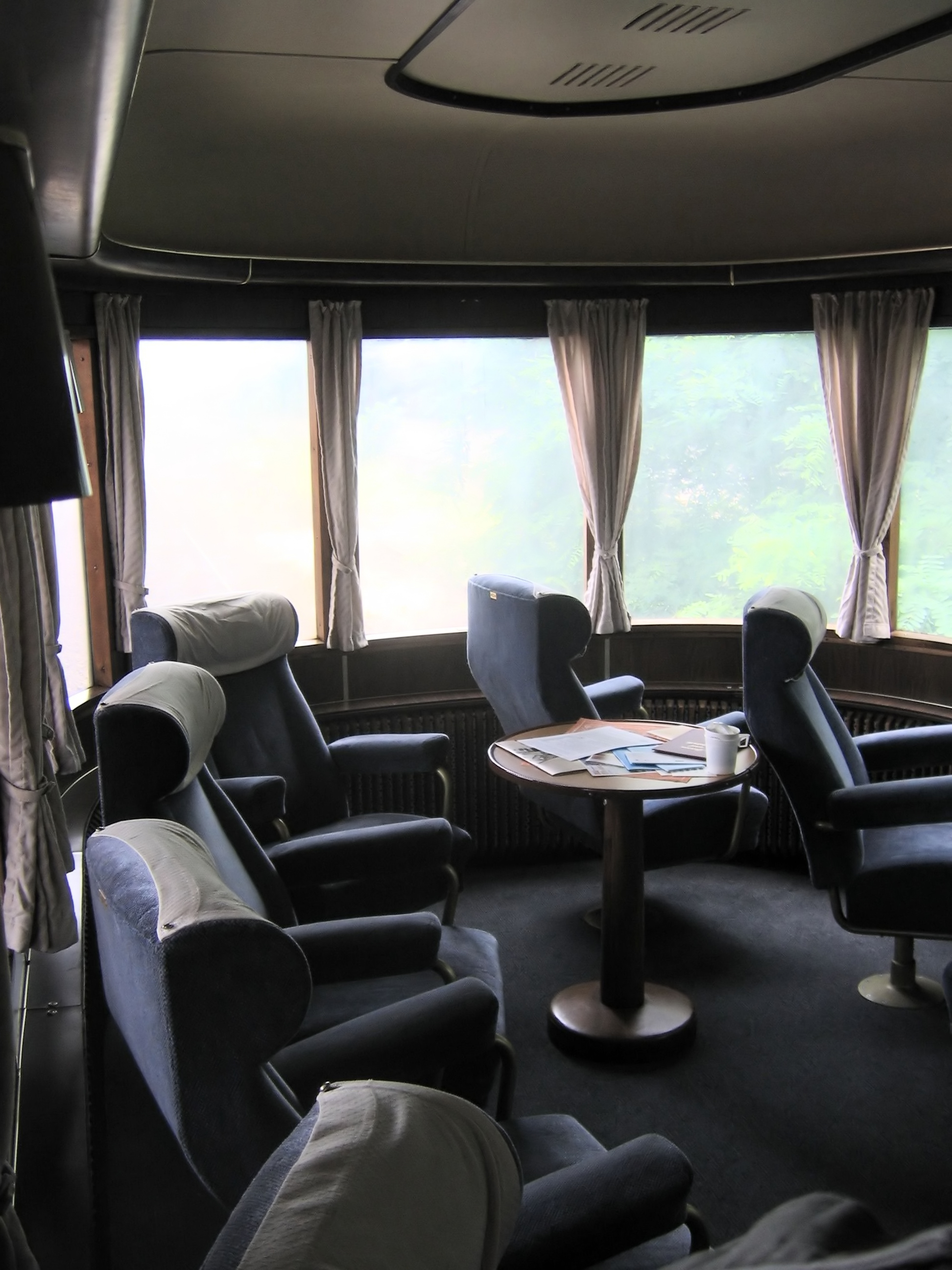
Kanzelwagen-Salon des Gegenzuges der Henschel-Wegmann-Garnitur im Einsatz für den Blauen Enzian

Nach dem Zweiten Weltkrieg wurden die Wagen von der Deutschen Bundesbahn übernommen und nach einem Umbau bei der Firma Wegmann ab 1953 als Zug mit Zweite-Klasse-Abteilen und nach der internationalen Umstellung der Wagenklassen auf das Zweiklassensystem von 1956 bis 1959 als Erste-Klasse-Zug unter dem Namen „Blauer Enzian“ als Fernschnellzug F55/56 zwischen Hamburg und München betrieben. Der Zug bot höchsten Komfort. Die ehemaligen Abteile dritter Klasse hatte Wegmann paarweise zu größeren Abteilen vereinigt und die Inneneinrichtung mit Drehstühlen ergänzt. Die fünf Wagen des ursprünglichen Zuges reichten jedoch nur für einen Zuglauf pro Tag und Richtung aus. Der Gegenzug wurde daher aus zwei Salonwagen (einer davon aus dem Göringzug), zwei unveränderten F-Zug-Speisewagen und einem dem Henschel-Wegmann-Zug angeglichenem Endwagen zusammengestellt. Als Schlusswagen für diese Zugkomposition wurde ein Wagen dritter Klasse der Verwendungsgruppe 39 (Schürzenwagen) umgebaut, um über einen dem Henschel-Wegmann-Zug vergleichbaren Kanzelwagen zu verfügen. Er zeichnete sich durch eine abgerundete Glaskanzel aus. Nachdem die schlechten Laufeigenschaften dieses Gegenzuges nicht zu beheben waren, wurden für diesen Umlauf ab April 1959 moderne Neubauwagen verwendet. Alle fünf Original-Wagen wurden 1962 ausgemustert und kurz darauf verschrottet. Erhalten ist bis heute der umgebaute Schürzenwagen und der Salonwagen aus dem Göringzug, beide befinden sich heute als restaurierte Exponate im DB Museum Koblenz.

#### Lokomotive 61 001
Die Lokomotive 61 001 befand sich bei Kriegsende in der britischen Zone und wurde dem Bahnbetriebswerk Hannover zugeteilt. Zwischen Juli 1945 und März 1946 legte sie rund 40.000 Kilometer vor Personenzügen zurück. 1947 fand eine Hauptuntersuchung statt, und am 23. Oktober 1948 wurde die Lok in Bebra stationiert, wo sie bis Mai 1949 regelmäßig in Betrieb war. Nach einer Pause erbrachte sie ab November 1950 wieder Laufleistungen von 3.000 bis 10.000 Kilometern im Monat. Am 2. November 1951 wurde die Lok bei einem Unfall in Münster stark beschädigt, worauf sie am 14. November 1952 ausgemustert und 1957 verschrottet wurde.

#### Lokomotive 61 002
Die Lokomotive 61 002 verblieb zunächst in Dresden und wurde im Personenzugverkehr nach Bad Schandau eingesetzt. Seit ungefähr 1950 wurde sie in der Relation Leipzig – Berlin (zunächst zum Anhalter Bahnhof, nach dessen Schließung Lichtenberg bzw. Ostbahnhof) vor Schnellzügen (u. a. D 29) eingesetzt. Als Einzelstück war sie für den laufenden Betrieb problematisch. Für die Versuchs- und Entwicklungsstelle für Maschinenwirtschaft (VES-M) unter Max Baumberg war sie jedoch als Versuchsmaschine für Geschwindigkeiten über 160 km/h interessant. Sie wurde 1961 von der Deutschen Reichsbahn im RAW Meiningen zur Schnellfahr-Versuchslokomotive mit Schlepptender und der Betriebsnummer 18 201 umgebaut. Mit einem Neubaukessel, den Außenzylindern der Hochdrucklok H 45 024 sowie einem neuen geschweißten Innenzylinder (die ursprünglichen Zylinder waren für einen Dampfdruck von 20 bar ausgelegt und hatten dementsprechend einen für die 16 bar des neuen Kessels zu kleinen Durchmesser) und der Laufachse der H 45 024 erreichte sie Geschwindigkeiten bis zu 180 km/h.
Im Jahr 2002 wurde die 18 201 im jetzigen Dampflokwerk Meiningen komplett überholt und befand sich danach im Eigentum der Dampf-Plus GmbH von Christian Goldschagg und Axel Zwingenberger.
Am 14. August 2019 wurde die 18 201 wegen Geschäftsaufgabe der Dampf-Plus GmbH an die WFL GmbH & Co. KG, Potsdam verkauft.

## Rezeption

### Lübeck-Büchener Eisenbahn
Die Lübeck-Büchener Eisenbahn verfolgte ab 1936 mit ihrer stromlinienförmigen Zuggarnitur aus Dampflokomotiven der Baureihe 60 und dem Doppelstock-Stromlinien-Wendezug ein ähnliches Konzept.

### Briefmarke
Am 5. Oktober 2006 erschien bei der Deutschen Post AG im Rahmen einer Wohlfahrtsmarkenserie aus vier Briefmarken eine Marke zum Henschel-Wegmann-Zug zu 145+55 Eurocent mit der Lokomotive 61 001.

### Modelle

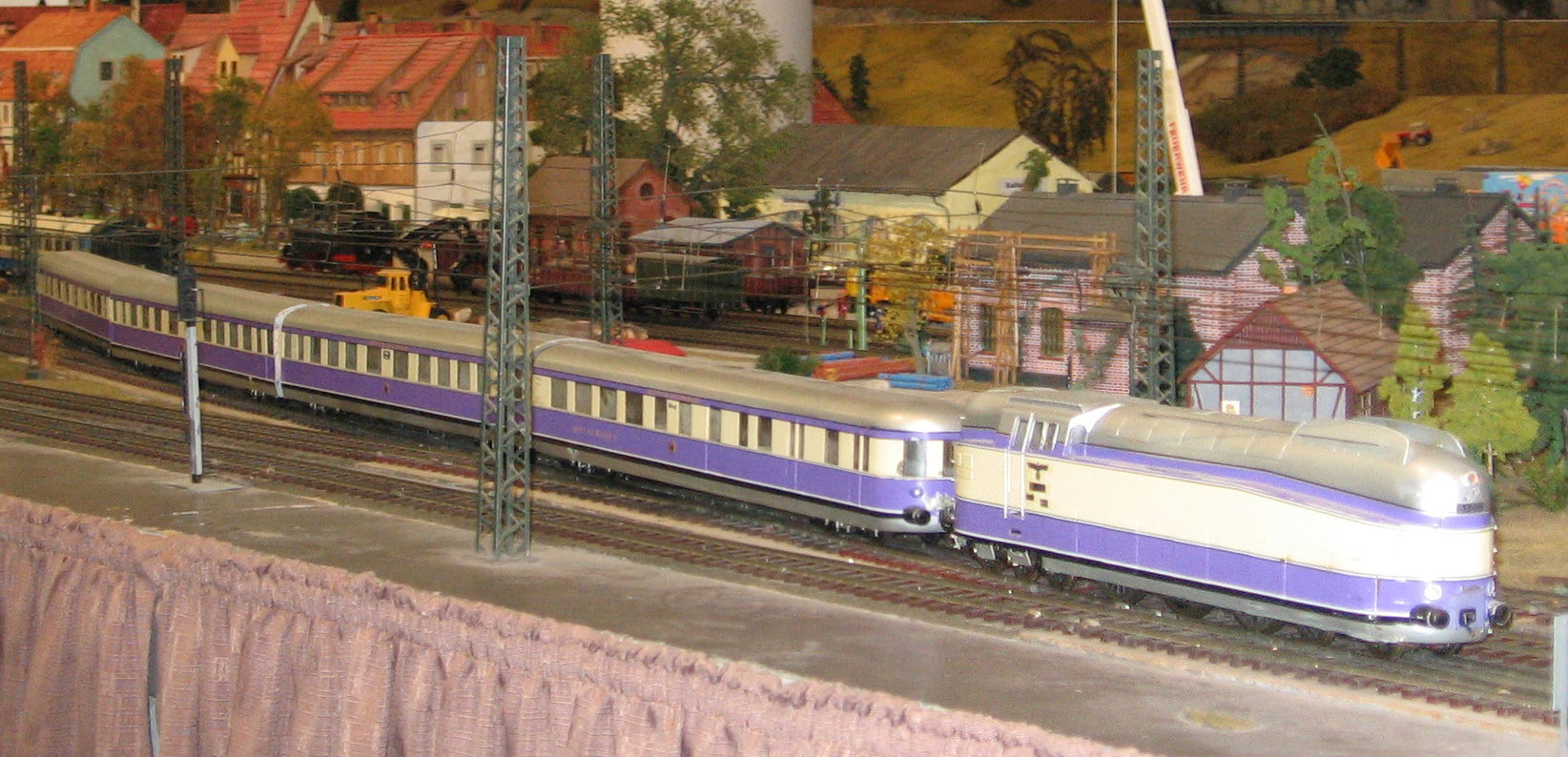
Henschel-Wegmann-Zug als Modell der Nenngröße 0

Bis heute gibt es diverse Umsetzungen im Modellformat. Eines der ersten Modelle der Lokomotive stammt von der Firma Märklin in der Nenngröße 0. Im Märklinmuseum Göppingen ist das nie in Serie gegangene Handmuster ausgestellt. Der Zug war auch Teil einer Sonderedition in der Nenngröße H0. In den 1990er Jahren erschien bei der Firma Rivarossi (Como/Italien) ein maßstäbliches Modell des Zuges, ebenfalls in Baugröße HO.
Das in Flörsheim bei Frankfurt ansässige Unternehmen Bluebrixx entwickelt im Jahr 2021 einen Henschel-Wegmann-Zug aus Klemmbausteinen.